# Abby Holland
Abigail "Abby" Arcane Cable Holland è un personaggio DC Comics, creato da Len Wein e Bernie Wrightson. È la protagonista femminile, nonché amante di Swamp Thing.

## Altri media

### Televisione
Abigail è apparsa nella serie televisiva a cartoni animati Cosa c'è nella palude? dove ha la voce di Tabitha St. Germain.

### Film
Nel film Il mostro della palude (1982) diretto da Wes Craven il personaggio viene chiamato Alice Cable ed è interpretata da Adrienne Barbeau.
Nel sequel Il ritorno del mostro della palude (1989) diretto da Jim Wynorski il personaggio di Abby Arcane è interpretato da Heather Locklear.